# Knut Ljungberg (konstnär)
Knut Ljungberg, född 1911 i Trosa, död 1973 i Rønne på Bornholm, var en svensk målare.
Ljungberg studerade vid Otte Skölds målarskola i Stockholm 1945 och under studieresor till Danmark, Sydfrankrike, Sydspanien och Mallorca. Separat ställde  han ut i Kalmar 1949 och på SDS-hallen i Malmö 1952. Tillsammans med Sigurd Christensen ställde han ut i Oskarshamn 1954 och han medverkade i samlingsutställningar på ett flertal platser i Sverige. Hans konst består av blomsterstilleben, porträtt, figurstudier, djurbilder och landskapsmålningar. Han flyttade till Danmark och tilldelades Trosa kommuns kulturstipendium 1972. Ljungberg är representerad vid Kalmar museum.